# Кондратов, Анатолий Фёдорович
Анатолий Фёдорович Кондратов (2 сентября 1937 — 3 декабря 2016) — советский и российский учёный-аграрий, президент Новосибирского государственного аграрного университета, заслуженный работник сельского хозяйства Российской Федерации, депутат Новосибирского областного Совета депутатов.

## Биография
В 1962 году с отличием окончил  факультет механизации Новосибирского сельскохозяйственного института. В 1971 году без отрыва от производства защитил кандидатскую диссертацию.
- 1962—1973 гг. работал главным инженером учебного хозяйства «Тулинское»,
- 1979—1986 гг. — управляющий областным трестом «Мелиоводстрой»,
- 1987—2008 гг. — ректор Новосибирского сельскохозяйственного института (в настоящее время — Новосибирский государственный аграрный университет).

В 1997 г. был избран депутатом Новосибирского областного Совета депутатов второго созыва.
В 2001 г. был избран депутатом Новосибирского областного Совета депутатов третьего созыва, возглавлял комитет по аграрной политике и природным ресурсам.

## Награды и звания
Награжден орденами «Знак Почета» и Почета.
- Почётный работник высшего профессионального образования Российской Федерации
- Заслуженный работник сельского хозяйства Российской Федерации